# Чапля яванська
Чапля яванська (Ardeola speciosa) — вид пеліканоподібних птахів родини чаплевих (Ardeidae).

## Поширення
Вид поширений у Південно-Східній Азії. Мешкає у болотно-водяних угіддях.

## Опис
Довжина тіла приблизно 45 см. Має білі крила, жовтий дзьоб з блакитною основою та чорним кінчиком, жовті очі і ноги. У шлюбному покриві оперення біло-помаранчеве, а в позашлюбному — біло-буре

## Спосіб життя
Розмножується з червня по вересень. Гніздиться невеликими колоніями, часто разом з іншими видами чапель. Вважається перелітним птахом. Харчується дрібною рибою, ракоподібними та комахами. Щоб зловити їх, він підстерігає майже нерухомо, а потім швидко б'є дзьобом.

## Підвиди
- A. s. continentalis Salomonsen, 1933 — центральний Таїланд і південний Індокитай
- A. s. speciosa (Horsfield, 1821) — західна і центральна Індонезія